# Colostethus pratti
Colostethus pratti е вид жаба от семейство Дърволази (Dendrobatidae). Видът не е застрашен от изчезване.

## Разпространение
Разпространен е в Колумбия и Панама.

## Описание
Популацията на вида е намаляваща.